# Diaphorus aptatus
Diaphorus aptatus är en tvåvingeart som beskrevs av Becker 1922. Diaphorus aptatus ingår i släktet Diaphorus och familjen styltflugor. Inga underarter finns listade i Catalogue of Life.